# Jean Romain Merlen
Jean Romain Merlen (Parijs, 5 juni 1760 – Amsterdam, 13 maart 1839) was een Nederlands violist van Franse komaf.

## Jean Romain Merlen
Hij kwam in zijn jeugd naar Den Haag, waar hij muziekles kreeg van De Graaff en Malherbe. Hij wam in 1795 naar Amsterdam en werd soloviolist in het orkest van de Stadsschouwburg (Franse Opera) in Amsterdam, alwaar hij 44 jaar zou spelen. Hij speelde echter ook in orkesten van Felix Meritis en de Hollandsche Manege. Hij stond bekend om zijn stevige toon en voordracht. Hij had een uitgebreide verzameling muziekinstrumenten, die na zijn dood verkocht werden. Hij bespeelde een viool in 1808 gemaakt door Johannes Cuijper. Hij overleed in zijn woning aan het Leidseplein en werd begraven op het Leidsche kerkhof. Hij was getrouwd met Catherina Jacoba Bruno.

## Nageslacht
Carel/Charles Merlen (Den Haag, 31 maart 1785 – Amsterdam, 2 februari 1829) leerde het vak van zijn vader en trok met hem naar Amsterdam. Hij werd er tweede violist van het orkest van de Stadsschouwburg. Hij gaf tevens vioolles in de stad. Hij was sinds september getrouwd met Marie Josephine Charlotte Henke, dochter van cellist Jean Godefroi Henke met als resultaat twee zonen: Petrus Carolus/Pierre Charles en Johannes Godefridus/Jean Godefroi.
Pierre Charles Merlen (Amsterdam, 17 april 1810- Amsterdam, 1 november 1890) was een Nederlands violist. Hij kreeg les van zijn grootvader en vader. Ook hij had zitting in het orkest van de Hollandsche Opera, gaf concerten in Felix Meritis en was muziekonderwijzer, meest in Amsterdam. Hij was getrouwd met Maria Snak en C.M. Dix en woonde enige tijd aan de Noorderstraat.
Jean Godefroi Merlen (Amsterdam, gedoopt 24 november 1808- Amsterdam, 29 april 1857) was zoon van Charles Merlen en Charlotte Henke en cellist in orkesten in Amsterdam. Hijzelf had een relatie met Johanna Catharina Vermeere.
Hun zoon Fredericus Johannes (Frits) Vermeere Merlen (Amsterdam, 15 juni 1839-) was cellist, die in Lyon, Frankrijk, ging werken. Hij trouwde daarvoor in 1872 in Amsterdam met Clementine Wilhelmine Stöver.